# Julien Sanchez
Julien Sanchez (ur. 19 października 1983 w Argenteuil) – francuski polityk i samorządowiec, wiceprzewodniczący Zjednoczenia Narodowego, mer Beaucaire, poseł do Parlamentu Europejskiego X kadencji.

## Życiorys
Kształcił się w miejscowości Alès, następnie studiował administrację gospodarczą i społeczną w Montpellier. W wieku 16 lat wstąpił do Frontu Narodowego, przekształconego później w Zjednoczenie Narodowe. Pracował w strukturze partyjnej, był asystentem we frakcjach FN w radach regionalnych, a także odpowiadał za strategię internetową ugrupowania. W kampanii prezydenckiej w 2012 zajmował się relacjami Marine Le Pen z prasą. W wyborach w 2010 uzyskał mandat radnego regionu Langwedocja-Roussillon. W 2015 i 2021 wybierany do rady nowego regionu Oksytania. W 2014 został wybrany na urząd mera Beaucaire, w 2020 z powodzeniem ubiegał się o reelekcję.
Od 2017 pełnił funkcję jednego z rzeczników prasowych partii, a w 2022 został wiceprzewodniczącym Zjednoczenia Narodowego. W wyborach w 2024 uzyskał mandat eurodeputowanego X kadencji.